# Luca Guadagnino
Luca Guadagnino (ur. 10 sierpnia 1971 w Palermo) – włoski reżyser, scenarzysta i producent filmowy i telewizyjny. 
Wielokrotnie współpracował z Tildą Swinton, w tym przy filmach The Protagonists (1999), Jestem miłością (2010), Nienasyceni (2015) i Suspiria (2018). Za reżyserię i produkcję filmu Tamte dni, tamte noce (2017) Guadagnino otrzymał szerokie uznanie krytyków i kilka nagród, w tym nominację do Oscara za najlepszy film i nominację do Nagrody BAFTA za najlepszą reżyserię.
Zasiadał w jury konkursu głównego na 67. MFF w Wenecji (2010).

## Filmografia

### Filmy fabularne
- 1999: Protagoniści (The Protagonists)
- 2005: Melissa P.
- 2009: Jestem miłością (Io sono l'amore)
- 2015: Nienasyceni (A Bigger Splash)
- 2017: Tamte dni, tamte noce (Call Me by Your Name)
- 2018: Suspiria
- 2022: Do ostatniej kości (Bones and All)
- 2024: Challengers
- 2024: Queer
- 2025: Po polowaniu (After the Hunt)

### Filmy dokumentalne
- 2003: Mundo civilizado
- 2004: Cuoco contadino
- 2008: The Love Factory No. 3 Pippo Delbono – Bisogna morire
- 2013: Bertolucci on Bertolucci (wraz z Walterem Fasano)

### Filmy krótkometrażowe
- 1997: Qui
- 2000: L'uomo risacca
- 2001: Sconvolto così
- 2002: Tilda Swinton: The Love Factory (film dokumentalny)
- 2003: Lotus (film dokumentalny)
- 2007: Part deux

### Reklamy
- 2012: Here (15-minutowa reklama Starwood Hotels)[2]
- 2012: One Plus One (3,5-minutowa reklama Giorgio Armani)[3]
- 2013: Walking Stories (seria internetowych reklam Ferragamo)[4]